# Tenderly (brano musicale)
Tenderly è un brano musicale statunitense, pubblicato per la prima volta nel 1946, con musiche di Walter Gross (1909-1967) e parole di Jack Lawrence.

## Descrizione
Scritta in origine in Mi bemolle come valzer in 3/4, da allora è stata eseguita in 4/4 e successivamente divenne uno standard jazz.
Tenderly è stata registrata da molti artisti, ma la versione più nota è quella di Rosemary Clooney. Questa versione raggiunse soltanto la posizione numero 17 su Billboard magazine agli inizi del 1952, ma è più nota di quanto i dati possono far credere, visto che essa venne utilizzata come tema conduttore dello spettacolo televisivo di Clooney nel periodo 1956-1957.
Randy Brooks, cornettista e direttore della Randy Brooks Band, è noto per la sua esecuzione di Tenderly come canzone più richiesta del 1947 .

## Cover
- Ray Anthony
- Louis Armstrong
- Chet Atkins
- Chet Baker
- Tex Beneke
- Tony Bennett
- George Benson
- Stanley Black
- Pat Boone
- Lenny Breau
- Les Brown and his Band of Renown
- Clifford Brown
- Benny Carter
- Rosemary Clooney
- Eddie Cochran
- Nat King Cole
- Natalie Cole
- Vic Damone
- Miles Davis
- Buddy DeFranco
- Johnny Desmond
- Eric Dolphy
- Dr. Teeth and The Electric Mayhem
- Billy Eckstine
- Duke Ellington
- Percy Faith
- Ella Fitzgerald nel suo album Verve Records, Ella and Louis (1956) e in Hello, Love (1960)
- The Four Freshmen
- Erroll Garner
- Jackie Gleason
- Stéphane Grappelli
- Lionel Hampton
- Ted Heath
- Jim Henson
- Woody Herman
- Al Hirt
- Billie Holiday
- Etta James
- Harry James
- Stan Kenton
- Gene Krupa
- Cleo Laine
- James Last
- Henry Mancini
- Melissa Manchester
- The Mantovani Orchestra
- Johnny Mathis
- The McGuire Sisters
- Carmen McRae
- Bette Midler
- Vaughn Monroe
- Willie Nelson
- Red Nichols
- Red Norvo Trio
- Anita O'Day
- Patti Page
- Oscar Peterson
- Bud Powell
- Artie Shaw
- George Shearing
- Bobby Short
- Frank Sinatra
- Art Tatum
- Toni Tennille
- Mel Tormé
- Caterina Valente
- Sarah Vaughan
- Ben Webster
- Roger Whittaker
- Jackie Wilson
- Bill Evans
- Dianne Reeves
- Tommy Emmanuel & Frank Vignola
- Amy Winehouse
- Ernesto Bonino